# Vinicius Antonelli
Vinicius Biagi Antonelli (Ribeirão Preto, 1 de março de 1990) é um jogador brasileiro de polo aquático. 

## Carreira
Vinicius integrou a seleção nacional que disputou o Campeonato Mundial de Esportes Aquáticos de 2011 em Xangai, na China.
Em 2016 esteve representando a equipe, na posição de goleiro, que competiu nos Jogos Olímpicos do Rio e finalizou em oitavo lugar.